# Фонтан Победителей
«Фонтан Победителей» — фонтан, временно созданный ко дню проведения Парада Победы в Москве в 1945 году.
Фонтан был сооружён на Лобном месте Красной площади специально для проведения Парада Победы 24 июня 1945 года. Имел четыре яруса и высоту 26 метров. Был демонтирован после проведения парада.
По некоторым сведениям, идея создания этого фонтана принадлежала лично Иосифу Сталину. Фонтан имел круглое основание и четыре вертикальных каскада, из основания которых били вертикальные струи воды, расположенные кольцом. Также его украшали цветочные корзины и венцы из вечнозелёных растений. В ночное время фонтан освещался. На вершине его находилась скульптурная группа — статуи рабочего и колхозницы с поднятой в руках звездой. «Празднично и торжественно выглядит Красная площадь. …На Лобном месте сооружен 26-метровый фонтан — гранитный макет Дворца Советов, с увенчивающими его скульптурными фигурами рабочего и колхозницы», — писала газета «Правда» на следующий день после парада.
К 60-летию Победы, в 2005 году, возникла идея возродить «Фонтан Победителей» с той лишь разницей, чтобы не возводить водяное сооружение, а сымитировать его, заменив водяные струи световыми лучами. Дальше идеи это предложение не прошло.
К 80-летию Победы, с 21 по 24 июня 2025 года, в период работы иммерсивного музея, посвященного 80-летию Парада Победы, в центре Красной площади была временно возведена точная копия знаменитого Фонтана Победителей.